# Najeeb Halaby
Najeeb Elias Halaby, Jr. (19 de Novembro de 1915 - 2 de Julho de 2003) foi um empresário americano, membro do governo dos Estados Unidos, famoso aviador e pai da antiga rainha Noor do Jordânia.

## História
Halaby nasceu em Dallas, no Texas. O seu pai, Najeeb Elias Halaby, Sr., foi um cristão da Síria que emigrou para os Estados Unidos em 1891. O seu avô parte foi Elias Halaby, magistrado da Síria otomana, que também foi para os Estados Unidos em 1891. O pai de Halaby trabalhou na indústria do petróleo. Durante os anos 20, o seu pai abriu as galerias Halaby, uma boutique e loja de interiores em Neiman Marcus em Dallas, loja que geriu juntamente com a sua mulher. Algum tempo depois o seu pai faleceu.

## Carreira
Graduou-se na The Leelanau School, em Michigan, e actualmente está presente no quadro da fama da mesma escola. Tendo passado também pela Stanford University em 1937 e na Yale Law School em 1940, serviu na marinha americana como piloto de testes durante a segunda guerra mundial. No dia 1 de Maio de 1945, Halaby fez história ao realizar o primeiro voo a jato transcontinental da história dos EUA. Halaby decolou da Califórnia e aterrou em Maryland, efectuando um voo de 5 horas e 40 minutos.
Depois da guerra serviu o Departamento de Estado dos Estados Unidos como aconselhador da aviação civil para o rei Ibn Saud da Arábia Saudita, ajudando o rei a criar a Saudi Arabian Airlines. Depois, trabalhou como adjunto do secretário da defesa James Forrestal no final dos anos 40.
De 1961 a 1965, serviu como o segundo administrador da Federal Aviation Agency, tendo sido nomeado pelo presidente John F. Kennedy. Halaby incentivou a criação do Departamento de Estado dos Transportes, criação essa que ocorreu durante a administração de Lyndon B. Johnson. De 1969 a 1972 serviu como CEO e mais tarde como presidente da Pan Am. Como presidente da Pan Am, esteve presente na inauguração do primeiro Boeing 747.

## Vida Pessoal
Halaby casou-se três vezes. Casou-se com Doris Carlquist em Washington, D.C., no dia 24 de Dezembro de 1945 e divorciou-se em 1977. Eles tiveram três filhos: Lisa Halaby, que se tornaria rainha do Jordão após se casar com o rei Hussein; Christian e Alexa.
Em 1980 casou-se com Jane Allison Coates até à morte dela em 1996. De 1997 até à sua morte em 2003, foi casado com Libby Anderson Cater.